# Тарбушево
Тарбушево — деревня в городском округе Озёры Московской области России. Население — 588 чел. (2010).

## Население
| 1852 | 1859 | 1890 | 1926 | 2002 | 2006 | 2010 |
| ---- | ---- | ---- | ---- | ---- | ---- | ---- |
| 282  | ↗286 | ↗426 | ↘358 | ↗487 | ↗651 | ↘588 |

## География
Расположена в западной части района, примерно в 9 км к западу от центра города Озёры, на левом берегу реки Оки. В селе 1 улица — Набережная, зарегистрировано 3 садовых товарищества, санаторий «Озёры» и пансионат «Ока». Связана автобусным сообщением с городами Озёры и Ступино. Ближайшие населённые пункты — село Комарёво, деревни Речицы и Александровка.

## История
В «Списке населённых мест» 1862 года Тарбушево — владельческое сельцо 2-го стана Коломенского уезда Московской губернии на левом берегу реки Оки, в 35 верстах от уездного города, с 28 дворами и 286 жителями (139 мужчин, 147 женщин).
По данным на 1890 год входила в состав Суковской волости Коломенского уезда, число душ составляло 426 человек.
В 1913 году в деревне 80 дворов, церковно-приходская школа, казённая винная лавка и чайная лавка.
По материалам Всесоюзной переписи населения 1926 года — центр Тарбушевского сельсовета Суковской волости, проживало 358 жителей (169 мужчин, 189 женщин), насчитывалось 86 хозяйств, среди которых 78 крестьянских.
С 1929 года — населённый пункт в составе Озёрского района Коломенского округа Московской области, с 1930-го, в связи с упразднением округа, — в составе Озёрского района Московской области.
В 1939 году Тарбушевский сельсовет был упразднён, селение передано в Комаровский сельсовет, ликвидированный в 1954 году, после чего Тарбушево стало относиться к Речицкому сельсовету.
В 1959 году, в связи с упразднением Озёрского района, Тарбушево вошло в состав Коломенского района. В 1960 году Речицкий сельсовет был переименован в Мощаницкий. В 1969 году Озёрский район был воссоздан, а Мощаницкий сельсовет переименован в Тарбушевский.
С 1994 по 2006 год — центр Тарбушевского сельского округа.
С 2006 года — деревня городского поселения Озёры.